# حسين بن محمد العلي
السيّد حسين بن محمد بن علي آل سلمان الموسوي الأحسائي يعرف عمومًا بالسيد حسين العلي (1864 - يوليو 1950م) (1280 - شوال 1369هـ) فقيه جعفري وقاضي سعودي. ولد في مدينة المبرز ونشأ بها في عائلة موسوية مشهورة تعرف بآل سلمان. تلقى مبادئ العلوم على هاشم بن سلمان الموسوي، ثم هاجر إلى النجف لإكمال دراسته في عقد 1890م، وحضر فيها على عدة من العلماء الجعفريين. عاد إلى وطنه بطلب من أهلها وأقام فيها مشتغلًا بالوظائف الشرعية وكان إمامًا ومدرسًا دينيًا. تصدى القضاء الشرعي الجعفري وهو أول عالِم شيعي يشغل منصب القضاء الجعفري رسميًا في عهد السعودي بالأحساء، وقد استمر في هذا المنصب مدة طويلة تزيد أربعين عامًا. كُفّ بصره في أواخر عمره وتوفي في مسقط رأسه. خلفه في القضاء ابنه محمد. 

## نسبه
هو حسين بن محمد بن علي بن حسين بن سلمان بن محمد بن يوسف بن علي بن إسماعيل بن حسين بن حسن بن إبراهيم بن ناصر بن علي بن صالح بن عيسى بن عبد الله بن جعفر بن موسى بن جعفر بن مسلم بن جعفر بن محمد بن مسلم بن محمد بن موسى بن علي بن جعفر بن الحسن بن موسى بن جعفر بن موسى الكاظم. 

## سيرته
ولد حسين العلي في حدود سنة 1280 هـ/ 1864م في مدينة المبرز ونشأ بها في عائلة معروفة. تلقى مبادئ العلوم على هاشم بن سلمان الموسوي، ثم بعد وفاته في 1309هـ/ 1892م، هاجر إلى النجف لإكمال دراسته، وحضر فيها على عدة من العلماء الجعفريين. وبعد حوالي عشر سنين قضاها في النجف عاد إلى وطنه المبرز بطلب من أهلها وأقام فيها مشتغلًا بالوظائف الشرعية. وكان بالإضافة إلى توليه القضاء، إمامًا للجماعة في الجامع الكبير في المبرز. 

اشتعل بالتدريس أيضًا، ومن تلامذته محمد آل جبران. 

## في القضاء
كان قاضيًا شرعيًا للجعفرية في الأحساء، وقد تصدى القضاء في البداية بطلب عمومي ثم اعترفت به الدولة بعد توحيد المملكة وأصبح قاضيًا رسميًا في البلاد. وهو أول عالِم شيعي يشغل منصب القضاء الجعفري رسميًا في عهد السعودي بالأحساء، وقد استمر في هذا المنصب مدة طويلة تزيد أربعين عامًا.

## وفاته
كُفّ بصره في أواخر عمره. توفي في المبرز بالأحساء في شوال 1369/ يوليو 1950م وشيّع جثمانه ودفن في مقبرة المبرز الواقعة شرق محلّة الشعَبة.

## حياته الشخصية
خلف من الذكور أربعة ومنهم محمد الذي خلف أباه في منصب القضاء، وهاشم وعلي وأحمد. وكان له أخ عالِم اسمه هاشم، خلف بعد وفاته حسين في الإمامة. 